# 才川城
才川城（さいかわじょう）は、富山県南砺市才川七にあった戦国時代の日本の城（山城）。才川七村館、近岡河内守館とも。

## 概要
『医王山宗善由来』によると、文明年間（1469年-1487年）に川上源氏の末裔を称する太美三郎という郷土がおり、才川城に居住していたとされる。この太美三郎が開往寺の住職となった頃、本願寺8代蓮如が開往寺へ逗留することがあったため、太美三郎は蓮如の教えを受けて浄土真宗に改宗した。宗善という法号を贈られた太美三郎が創設したのが、現在才川七地区に存在する宗善寺であったとされる。一方、富田景周の『故墟考』では近岡河内守なる人物が在城していたとするが、その来歴は「伝無し」として不明とする。
現在、才川城跡は医王山から東北へ延びる尾根が細長く台地上になった先端に位置する。城の縄張りは南北310メートル×東西70メートルを測る。北側には糸谷川、南側には谷川が流れており、天然の要害によって守られている。また、才川城は小矢部川本流からほど近く、小矢部川沿いに北上すれば福光城（福光町）に、南下すれば刀利谷を通じて五箇山に出る、交通の要衝に位置していた。
尾根の頂部は広く、主郭は110m×60mの広さがあり、入口は二重堀切で守られている。西側は曲輪跡があって主郭を保護したと考えられ、堀切土橋を越えた東側にも曲輪跡がある。広々とした曲輪は居住空間として使用されたと考えられ、恐らく在地土豪が居城として使用したと推定される。
佐々成政の陣城として利用されたのではないかとする説もあるが、佐伯哲也は縄張り（特に虎口）が織豊系城郭の特徴を全く示していないことから、この説には否定的である。